# سجلات حرب هيوو
سجلات حرب هيووو(بالإنجليزية: Hiwou War Chronicles) تعني حرفيًا أسطورة كاراكوني العجيبة هي سلسلة أنمي تلفزيونية يابانية، وأول عمل تنتجه استوديوهات بونز. عرضت السلسلة لأول مرة على قناة إن إتش كيه بي إس2، واستمرت26حلقة، من24 10 2000 حتى 1 5 2001. ابتكر شو أيكاوا العمل وأخرجه تتسورو أمينو، وصمم الشخصيات وأدار التحريك الرئيسي الراحل هيروشي أوساكا.
عرضت شبكة أنيماكس لاحقًا السلسلة، وبثتها أيضًا عبر شبكاتها الناطقة بالإنجليزية في جنوب شرق آسيا وجنوب آسيا. وفي27 3 2025، أتاح الاستوديو العمل عالميًا باستثناء اليابان عبر منصة كرنشيرول احتفالًا بالذكرى 25 لتأسيسه.

## القصة
أحداث السلسلة تدور في فترة ميجي من تاريخ اليابان، وتتبع قصة فتى صغير يدعى هيوو. عاش سكان البلدة حياة بسيطة، يصنعون دمى ميكانيكية تعرف باسم كاراكوري لاستخدامها في المهرجانات. غادر والد هيوو أسرته في رحلة طويلة، وتوفيت والدتهم بعد ذلك، فانتقل الأطفال للعيش مع الأصدقاء.
تنقلب حياتهم الهادئة عندما يظهر ما يعرف بـ عصابة الرياح، ويدمر أفرادها المدينة مستخدمين دماهم الميكانيكية، ويأسرون سكانها. في تلك الأثناء كان هيوو مع أشقائه وأصدقائه شيشي، وتيتسو، وماشي، ومايو، وساي، والرضيع جوبو، يستكشفون كهفًا، فنجوا من الهجوم وانطلقوا في رحلة لإنقاذ البلدة. اصطحبوا معهم هومورا، وهي دمية ميكانيكية عملاقة تعمل كروبوت ضخم.
خلال رحلتهم اضطروا لاستخدام دماهم الميكانيكية كسلاح، رغم أن والد هيوو شدد في السابق على عدم استخدامها لهذا الغرض. في بداية الأحداث التقى الفريق بآراشي، وهو عضو في عصابة الرياح، وبفتاتين ساموراي هما هانا ويوكي، اللتين انضمتا إلى الرحلة.
واجه هيوو وأصدقاؤه شخصيات تاريخية عديدة قبل أن تخلدها كتب التاريخ خلال فترة إصلاح ميجي.

## الإنتاج
الطاقم الفني
المخرج تتسورو أمينو
الموسيقى هيروشي ياماغوتشي
المؤلف الأصلي شو أيكاوا
تصميم الشخصيات هاجيمي جينغوجي، هيروشي أوساكا
إخراج الرسوم الفنية نوبوتو ساكاموتو
تصميم الآليات جونيا إشيغاكي
إخراج التصوير يويتشي أوغامي
تنسيق الألوان كينجي شيبا
التحقق التاريخي تيتسونوري إواشيتا
الإشراف الرئيسي على التحريك هيروشي أوساكا
إخراج الصوت ياسوأو أوراغامي
إنتاج الرسوم المتحركة بونز
أداء الأصوات
هوكو كواشيما بدور هيوو
كاوري ميزوهاشي بدور ماتشي
ريكاكو أيكاوا بدور شيشي
أكيكو ياجيما بدور مايو
هارونا إيكيزاوا بدور هانا
أومي مينامي بدور يوكي
كازوهيكو إينويه بدور ريوما ساكاموتو
نوبوو توبِيتا بدور ساي
شينيتشيرو ميكي بدور آراشي
يوكو تيبوزوكا بدور تيتسو
يوكو ميزوتاني بدور ألكسندر
يوجي تاكادا بدور آكا
ماساكو إبيسو بدور الراوي
تشيساتو ناكاجيما بدور الطفل الحلقة 2
يوكيماسا كيشينو بدور جينوسوكي الحلقة 6

## الموسيقى
شارة البداية
أغنية هيوو نو ثيم من تأليف هيروشي ياماغوتشي
شارة النهاية
أغنية كروس رود من أداء كوميكو إيندو